# 爪哇瘰鳞蛇
爪哇瘰鱗蛇（學名：Acrochordus javanicus）因其被人为提起形似象鼻，亦被称作象鼻蛇。爪哇瘰鱗蛇是一种完全生活於水中的无毒蛇类，也是现存最大的完全依赖水生的蛇类。

## 分布
爪哇瘰鳞蛇在亚洲东南部的华莱士线以西被发现，主要分布在泰国南部、马来西亚半岛、新加坡西海岸、婆罗洲（加里曼丹、砂拉越），一些印尼群岛（爪哇岛，苏门答腊岛）；也可能在柬埔寨越南等地分布，虽然最后被世界自然保护联盟否认。
1. ↑  Sanders, K., Grismer, L. & Chan-Ard, T. . The IUCN Red List of Threatened Species 2012.   [17 February 2015].